# Говеландия
Говеландия (порт. Gouvelândia) — муниципалитет в Бразилии, входит в штат Гояс. Составная часть мезорегиона Юг штата Гойас. Входит в экономико-статистический микрорегион Киринополис. Население составляет 3915 человек на 2006 год. Занимает площадь 830,770 км². Плотность населения — 4,7 чел./км².
Праздник города — 1 июня.

## История
Город основан в 1989 году.

## Статистика
- Валовой внутренний продукт на 2003 год составляет 42 439 910,00 реалов (данные: Бразильский институт географии и статистики).
- Валовой внутренний продукт на душу населения на 2003 год составляет 10 722,56 реала (данные: Бразильский институт географии и статистики).
- Индекс развития человеческого потенциала на 2000 год составляет 0,738 (данные: Программа развития ООН).

## География
Климат местности: тропический. В соответствии с классификацией Кёппена, климат относится к категории AW.